# Альта (ракета)
Альта — розробка керованої ракети з радіолокаційною системою самонаведення.

## Історія
Ракета розробляється київським КБ «Луч». Вперше виріб представлено на виставці IDEX-2007 в ОАЕ в лютому і викликав великий інтерес у потенційних замовників. «Альта», є першим вітчизняним комплексом з комбінованою системою наведення, що об'єднує у собі найкращі риси надійних і перевірених часом комплексів з телеорієнтуванням в промені квантового генератора і перспективних систем з автономним самонаведенням за допомогою активної радіолокаційної головки самонаведення.

## Опис
Комплекс з ракетою «Альта» може встановлюватися на вертоліт, бронетехніку або катер.
Відмінною особливістю ПТКР є комбінована система управління, яка об'єднує найкращі особливості принципів «бачу - стріляю» і «вистрілив і забув». Таке рішення дозволяє вражати практично будь-яку ціль, у тому числі, що не володіє достатньою контрастністю на тлі місцевості. Система управління ракетою здатна контролювати наведення ракети як в напівавтоматичному режимі, так і в режимі самонаведення у разі загрози відповідь вогню або в складних умовах зниженої видимості в оптичному та / або інфрачервоному спектрах.
«Альта» - перша українська протитанкова ракета використовує дворежимний спосіб наведення. На стартовому і маршовому ділянках польоту ракета наводиться лазерним променем. На підльоті до цілі, активується активна радіолокаційна головка самонаведення, що працює в міліметровому діапазоні радіо хвиль.
Найближчим аналогом «Альти» за архітектурою системи наведення є американська ПТКР AGM-114L Longbow Hellfire, на якій на додаток до інерційної системи, що здійснює наведення на маршовій ділянці польоту, також встановлена активна радіолокаційна ГСН міліметрового діапазону довжин хвиль, для наведення на кінцевій ділянці.

## ТТХ
У ракеті використана комбінована система наведення: на початковому етапі наведення здійснюється по лазерному променю, а на кінцевому — з допомогою системи самонаведення.
Ракета може вражати як нерухомі, так і рухомі цілі на відстані до 12 км. «Альта» може входити до складу озброєння вертольотів, бронетехніки і катерів.
| Показник                                 | Характеристика |
| ---------------------------------------- | --- |
| Типи цілей                               | Танк, БТР, гелікоптер, катер, ракетні комплекси, РЛС та ін.                                                                         |
| Типи носіїв                              | БТР, БМП, гелікоптер, катер |
| Система наведення                        | Комбінована: на початковій ділянці - наведення по лазерному променю; на кінцевій ділянці — самонаведення за допомогою активної ГСН. |
| Максимальна дальність стрільби, км       | 12 |
| Маса, кг: контейнер з ракетою            | 70 |
| Маса, кг: ракета                         | 55 |
| Довжина контейнера, мм                   | 2000 |
| Швидкострільність, пострілів за хвилину  | 2 |
| Тип БЧ                                   | тандемна кумулятивно-осколкова |
| Бронепробиття за динамічним захистом, мм | не менше 1200 |
| Ймовірність ураження однією ракетою, %   | 90 |